# Pontus Tunander
Pontus Esbjörn Ingemar Tunander, född 5 november 1957 i Sundsvalls Gustav Adolfs församling, död 24 oktober 2011 i Vittskövle i Degeberga församling i Skåne, var en svensk konservator, målare och författare. Han var son till Ingemar och Britt Tunander samt halvbror till Love Arbén och Ola Tunander.
När fadern 1969 blev chef för Malmö museum flyttade familjen till Skåne. Tunander genomgick Önnestads naturbruksgymnasium och sedan Konservatorsakademin i Köpenhamn och utbildade sig där till målerikonservator. Som sådan restaurerade han tavlor och väggmålerier samt dekorationsmålade och förgyllde. Han bedrev studier i lasurmåleri och äggtemperamålning på en sommarakademi i Österrike. Tunander blev med åren expert på färg- och ytbehandlingsmetoder och skrev en rad böcker i ämnet. Han förgyllde och dekorationsmålade privathem och slott, bland annat Vittskövle slott, samt undervisade i ämnet på Åland och i Finland. Tunander var från 2007 gift med konstnären Ragna Weegar.